# 8½
Otto e mezzo (pronunciación en italiano: /ˈɔtto e ˈmɛddzo/), también conocida como 8½ (en Argentina, Fellini 8½; en España, Fellini ocho y medio), es una película de comedia dramática vanguardista surrealista ítalo-francesa de 1963. Dirigida por Federico Fellini, con Marcello Mastroianni, Claudia Cardinale y Anouk Aimée como actores principales.
Es una de las cintas más conocidas del realizador, y según varios críticos cinematográficos es una de las mejores películas que se han hecho jamás. Fue filmada en blanco y negro, y la música fue compuesta por Nino Rota.

## Argumento

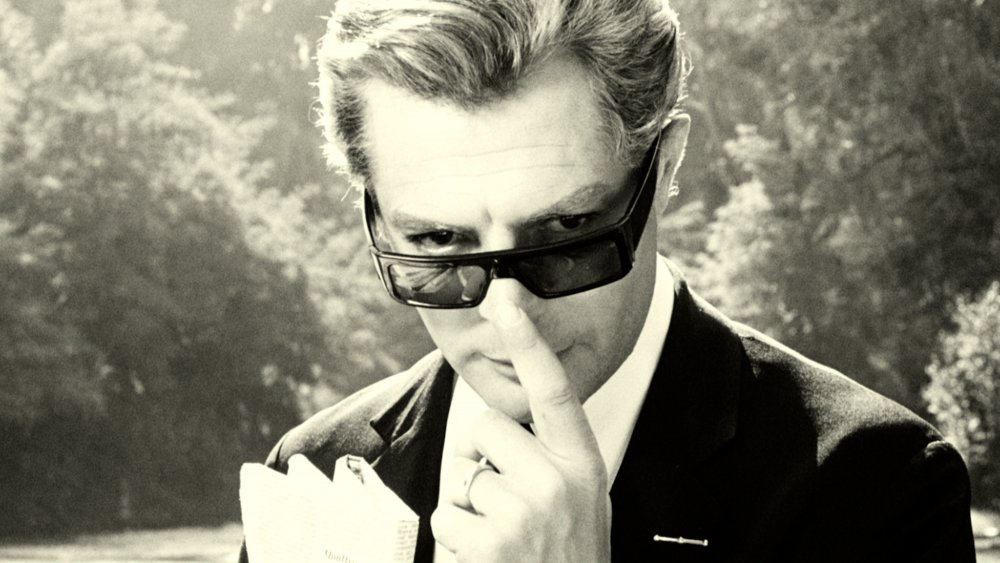
Marcello Mastroianni interpreta a Guido Anselmi en 8½.

El famoso director y guionista Guido Anselmi está atravesando una profunda crisis creativa e intenta relajarse después de su última película. No puede conseguir la tranquilidad necesaria para encontrar ideas nuevas para su siguiente película y todo el mundo parece ansioso de saber en qué punto se encuentra el trabajo que está preparando. Está solo, quiere estar solo, y busca una respuesta en las visiones que invaden su mente, las mágicas y enigmáticas palabras: «Asa-Nisi-Masa», recuerdos de una vida, sueños fantásticos y oscuras imágenes de un futuro nebuloso. La llegada de Claudia, actriz y musa de su vida, y de su amante Carla trae nuevas inquietudes en vez de la serenidad y el consuelo que él esperaba.
No puede huir eternamente, y se ve obligado a participar en un grandioso refrigerio organizado por los productores de su película. Cae presa del pánico: no sabe qué contestar a las preguntas y busca instintivamente refugio debajo de la mesa, símbolo del último acto de su ocaso humano y artístico. Sin embargo, cuando todo parecía perdido, las visiones que hasta entonces lo habían atormentado adquieren una resplandeciente claridad: ésta es la llave de vuelta de la película. Todos juntos, los fantasmas de su conciencia reconstruyen un mosaico hecho de verdad y belleza, a través del cual renace el placer mismo de la vida y de todo lo que ella contiene. Con una marcha circense, la película finalmente puede comenzar.
Es una película en parte autobiográfica, sobre los problemas en los rodajes. Para liberarse de la presión, Anselmi se refugia en fantasías oníricas, y allí encuentra la inspiración para su nueva película y para enfrentarse con el mundo. Empieza a recordar los principales acontecimientos de su vida, y a las mujeres de las que ha estado enamorado y que ha perdido. Alrededor del personaje central, Guido, se van entretejiendo historias varias que se concentran en el balneario, en el que aparecen entrelazadas varias historias con los habituales personajes fellinianos.

## Temas
El tema principal de la película es la crisis creativa de un artista, el problema de confrontarse con las expectativas de todos (productores, periodistas, amigos), y también la crisis existencial de un hombre, que se aferra a los recuerdos y a los sueños para soportar el peso de la vida. Fellini encuentra en el final una solución original e inesperada al problema de la crisis existencial. Este final es el fruto de la genialidad creativa de Fellini.[cita requerida]
8 ½, que consiguió un gran éxito internacional y obtuvo el Óscar a la mejor película extranjera, es una película bastante autobiográfica. Este hecho ha sido reconocido y negado, según el humor de que estuviera, por el propio Fellini.
La película suponía el número «ocho y medio» en su filmografía. Ya había rodado seis largometrajes: El jeque blanco (Lo sceicco bianco, 1952), Los inútiles (I vitelloni, 1953), La strada (1954), Almas sin conciencia (Il bidone, 1955), Las noches de Cabiria (Le notti di Cabiria, 1957) y La dolce vita (1960). Había codirigido con Alberto Lattuada Luces de variedades (Luci del varietà, 1950). Había colaborado en dos creaciones colectivas con otros renombrados directores: Amor en la ciudad (L'amore in città, 1953) —el episodio dirigido por Fellini se titula Agencia matrimonial (Agenzia matrimoniale)— y Boccaccio 70 (1962), en la que Fellini aporta el episodio titulado Las tentaciones del doctor Antonio.

## Pista sonora
| Pista | Canción                                   | Compositor           |
| ----- | ----------------------------------------- | -------------------- |
| 1     | La Passerella di Otto e Mezzo             | Nino Rota            |
| 2.a   | Cimitero                                  | Nino Rota            |
| 2.b   | Gigolette                                 | Franz Lehár          |
| 2.c   | Cadillac / Carlotta's Galop               | Nino Rota            |
| 3     | E (Vals)                                  | Nino Rota            |
| 4     | L'Illusionista                            | Nino Rota            |
| 5     | Concertino Alle Terme                     | Rossini, Chaikovski  |
| 6     | Nell'Ufficio (Produzione di Otto e Mezzo) | Nino Rota            |
| 7     | Ricordi d'Infanza - Discesa al Fanghi     | Nino Rota            |
| 8     | Guido e Luiza (Nostalgico Swing)          | Nino Rota            |
| 9     | Carlotta's Galop                          | Nino Rota            |
| 10    | L'Harem                                   | Nino Rota            |
| 11.a  | Rivolta nell'Harem                        | Richard Wagner       |
| 11.b  | La Ballerina Pensionata (Ça c’est Paris)  | José Padilla Sánchez |
| 11.c  | La Conferenza Stampa del Regista          | Nino Rota            |
| 12    | La Passerella di Addio                    | Nino Rota            |

• Orquesta: Nino Rota

## Recepción y premios
Cuando fue a Estados Unidos para presentar la película, Fellini dijo: 

«Estaba convencido de que un film tan personal, tan "latino", de estructura psicológica tan precisa, condicionada por una cultura y una sociedad tan determinadas, estaba convencido, decía, de que no podría ser comprendido por un público estadounidense.»

Para sorpresa de su autor, la película tuvo un gran éxito, incluyendo el premio Óscar de la Academia de las Artes y las Ciencias Cinematográficas a la mejor película extranjera en 1963. Fellini atribuía esta capacidad de comprensión mutua a que «las historietas acostumbran a los estadounidenses desde la infancia a cultivar el sentido del humor y el de lo maravilloso». Además, obtuvo el Premio del Festival de Cine de Moscú.
Premios del Círculo de Críticos de Cine de Nueva York
| Categoría                           | Resultado |
| ----------------------------------- | --------- |
| Mejor película en lengua extranjera | Ganadora  |

## Adaptaciones:Nine(musical y película)
El argumento de esta película de Fellini fue adaptado al género del musical con el título de Nine. Se cuenta que Fellini dio su aprobación para esta obra, a condición de que su nombre no figurase ni en su título ni en la lista de personajes. De este modo, se respetaba el carácter encubierto del autorretrato de Fellini en el personaje de Guido.
El éxito del musical propició su adaptación al cine, en la película Nine (2009), de Rob Marshall, una superproducción protagonizada por Daniel Day-Lewis y con numerosas estrellas galardonadas con el Premio Óscar, como Sophia Loren, Nicole Kidman, Marion Cotillard y Penélope Cruz.

## Homenajes e influencias
- Las películas Stardust Memories de Woody Allen y All That Jazz de Bob Fosse están inspiradas en Otto e mezzo.

- La cantante estadounidense Deborah Harry, fanática de Fellini, iba a titular su disco Debravation (1993) como esta película, pero fue rechazado por la discográfica. Al año siguiente lanzó de modo independiente 8 ½: Debravation Producer's (Director's) Cut, con las canciones que había preparado para el disco original, incluyendo 8 ½ Rhumba como apertura del mismo.

- La presentadora y actriz argentina Susana Giménez utiliza el tema principal de la película como cortina de su programa homónimo de TV, desde el año 1992.

- Desde que se estrenó en 2009, City Tour, programa de 13C (Chile), tiene como banda sonora, una de sus músicas: Carlotta's Galop[4]

- La película I'm Not There de Todd Haynes le rinde homenaje en varias de las escenas de la historia protagonizada por Cate Blanchett.
- El videoclip del grupo estadounidense R.E.M "Everybody hurts" también le rinde homenaje a la escena principal de este film.
- Hay rumores y teorías de que la escena de baile de la película Pulp Fiction de 1994, es un claro homenaje a la escena de baile de esta película.
- El comienzo de la película Un día de furia es sospechosamente similar al inicio de 8½, aunque no hay pruebas de que sea efectivamente un tributo (como en el caso de I'm not there) o un plagio.
- El cantante español Enrique Bunbury en su álbum en directo de 2005 "Freak Show" utiliza parte de la banda sonora de la película como introducción al espectáculo, recuerdo de una gira que se celebraba en carpas de circo y con estética circense.
- El video musical del sencillo 911 de la cantante estadounidense Lady Gaga y dirigido por Tarsem Singh  tiene varias referencias al filme, en especial durante sus primeros 3 minutos. Además de compartir la temática onírica.
- En una escena de Spider-Man 3 se ven como Mary Jane Watson Kirsten Dunst y Harry Osborn James Franco se ven bailando alegremente igual que la escena del baile de dicha película que inspiro a dicha escena.